# Landkiting

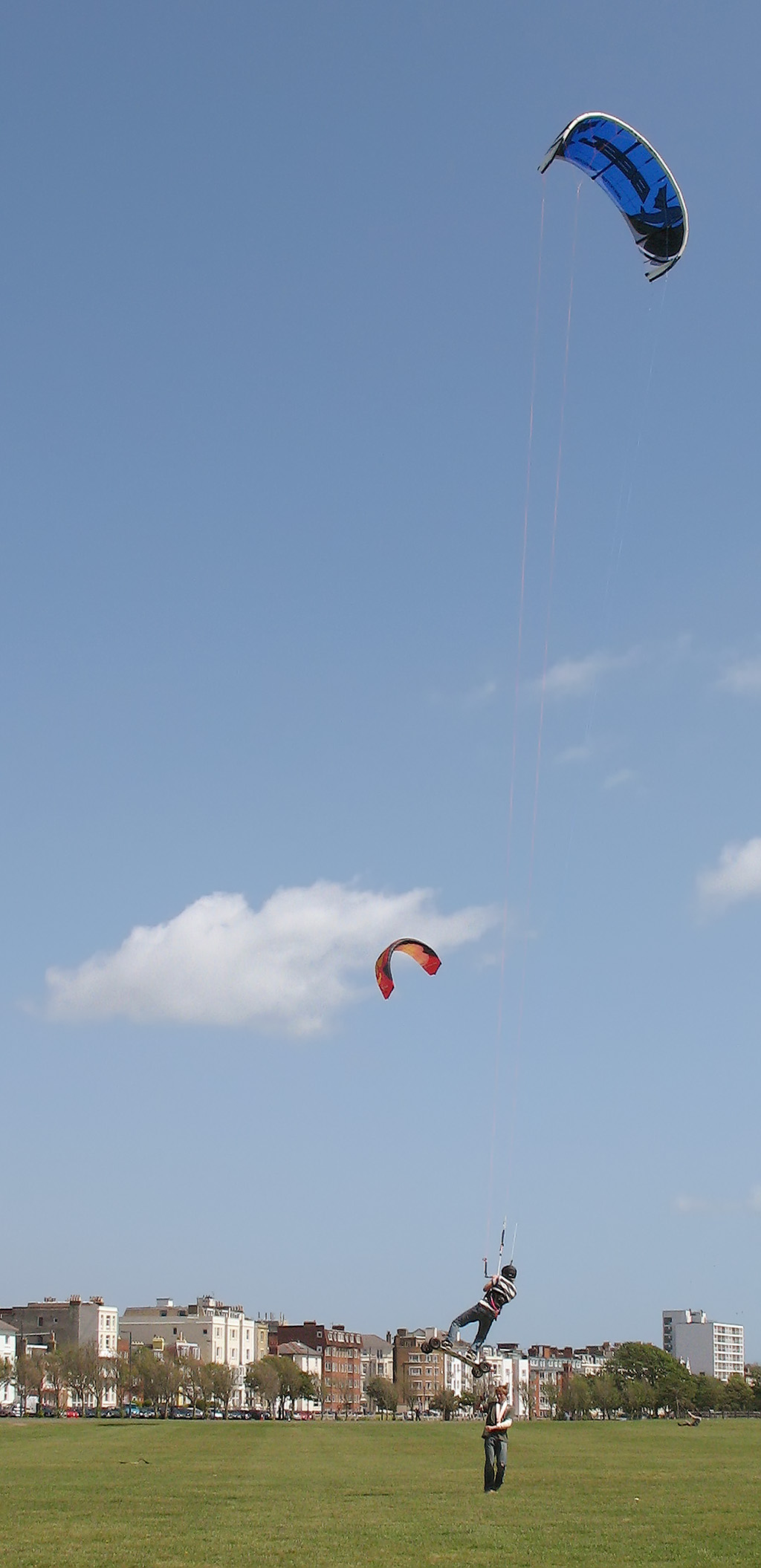
Landkiter v akci

Landkiting (někdy také zvaný „Kite landboarding“) je sport odvozený od kitesurfingu. Spočívá v jízdě na mountainboardu (někdy se používá název „landboard“) s využitím tažného draka. Na rozdíl od kitesurfingu se tento sport provozuje na zemi; mountainboard vypadá jako větší skateboard s velkými koly a poutky na nohy. Landkiting je jedním z rychle se rozšiřujících se sportů, i když zdaleka nedosahuje popularity kitesurfingu.
Landkiting je nejčastěji provozován na plochách jako jsou pláže, travnatá letiště nebo fotbalová hřiště. Asfalt a beton není vhodný z bezpečnostních důvodů a příliš nerovné povrchy, jako louky, znemožňují rychlou jízdu.

## Výbava

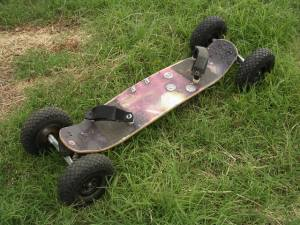
Mountainboard

- Základním prvkem výbavy je tažný drak. Používají se většinou draci Komorové konstrukce o velikostech 3-21m². Většinou jezdec používá trapéz za který je drak připevněn.
- Nezbytným prvkem je mountainboard. Jedná se o desku tvarem podobnou desce skateboardu (ale větší), na které jsou zespodu namontované částečně otočné nápravy kol (tzv. „trucky“) a na nich kola. Trucky jsou pohyblivé a při naklopení desky způsobí natočení kol[1].
- Podstatnou částí výbavy jsou bezpečnostní prvky. Za základ je považována přilba, většina landkiterů ale používá také chrániče kolen, loktů, a ochranné rukavice, případně ještě chránič páteře.[2]

## Freestyle
Freestyle je styl ježdění zaměřený na předvádění různých triků. Spektrum triků je z valné většiny odvozeno od freestyle kitesurfingu, ale obecně je landkiting freestyle nebezpečnější a obtížnější kvůli dopadům na tvrdou zem. Některé triky byly také odvozeny od skateboardingu a za tímto účelem vznikají i speciální landkiting parky s rampami a dalšími překážkami.